# Bulat Salvovics Okudzsava
Bulat Okudzsava (Булат Шалвович Окуджава) (Moszkva, 1924. május 9. – Clamart, 1997. június 12.) orosz költő, író, dalénekes (bárd).
A szovjet városi kultúrában minden valószínűség szerint a francia sanzon (chanson) hatására született, és gyorsan rendkívül népszerűvé vált a szerzői dal műfaja. Ennek egyik első, és legjelentősebb művelője volt Okudzsava. A többieknél (például Viszockij) idősebb dalnok munkássága erkölcsi, politikai és szakmai értelemben egyaránt mércévé vált és maradt a fiatalabbak számára. A brezsnyevi szovjet hivatal legföljebb tűrte, de nemigen támogatta ezt a műfajt és a képviselőit. A dalok többnyire alkalmi koncerteken tűntek fel, és amatőr magnetofon-felvételeken terjedtek. Okudzsava első nagylemezét egy kis lemezkiadó bocsátotta ki Párizsban (Le Chant du Mond; 1968).
Okudzsava mintegy kétszáz dalt írt saját verseire.

## Élete

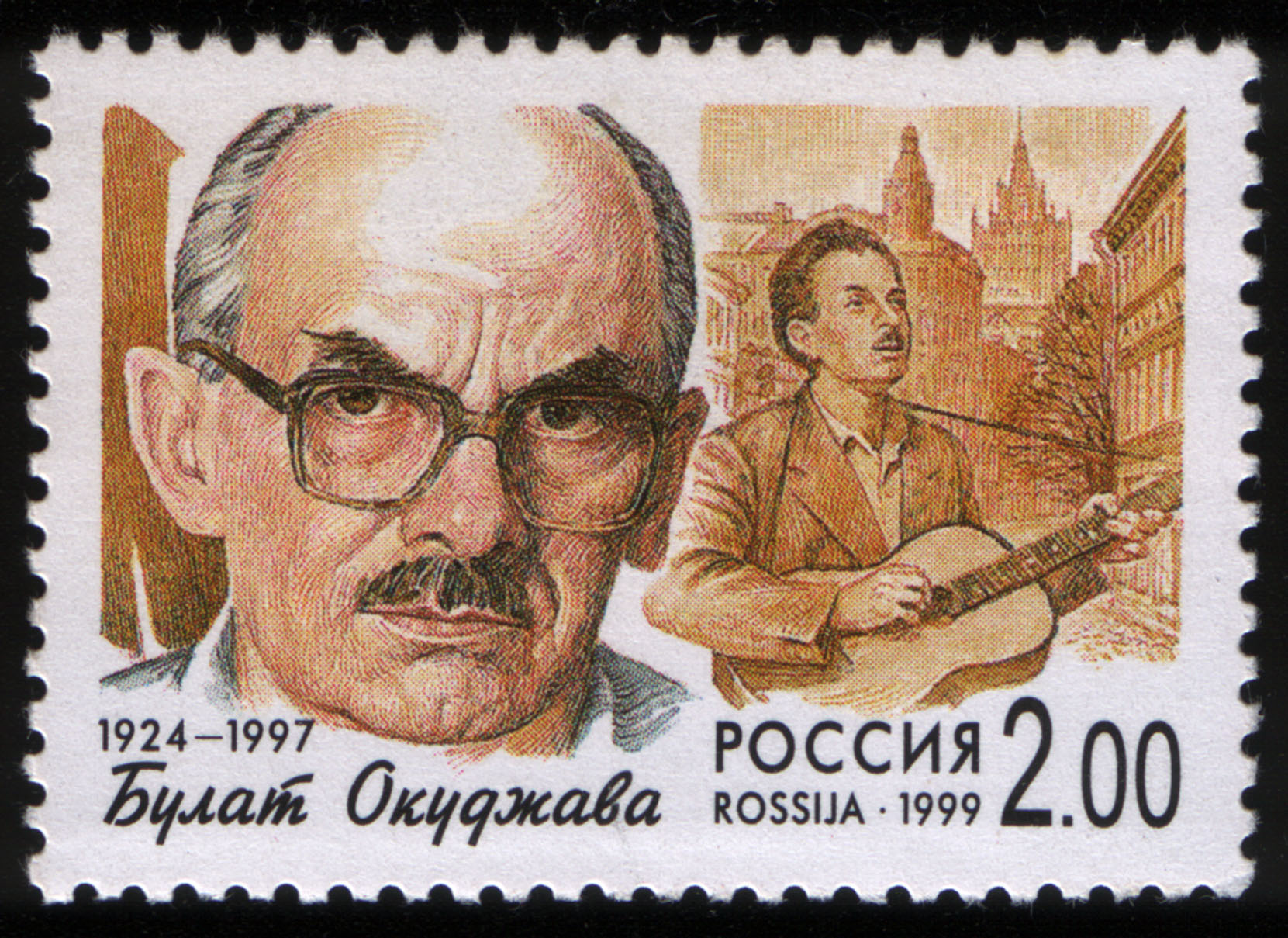
Oroszország, postabélyeg, Bulat Okudzsava, 1999 (Michel № 760, Scott № 6546)

Bulat Okudzsava egy pártiskolára és pártmunkára Tbilisziből Moszkvába költözött kommunista családban született. Apja grúz, anyja örmény volt. A szülei letartóztatása után (apját hamis vádak alapján főbelőtték 1937-ben, anyját 18 évre a gulagra küldték) 1940-ben Tbiliszibe költözött. 1942-ben önkéntesként a frontra ment. A háború után felvették a Tbiliszi Állami Egyetemre. 1950-ben diplomázott, és ezután tanárként kezdett dolgozni, először egy falusi iskolában, később Kalugában.
1956-ban visszatért Moszkvába. A Molodaja Gvargyija (Ifjú Gárda) kiadónál szerkesztőként kezdett dolgozni, később a Lityeraturnaja Gazeta vers-szerkesztőségének vezetője lett. Ugyanakkor – az 1950-es évek közepén – kezdett dalokat írni, és saját gitárkíséretével előadni. Hamarosan koncerteken lépett fel. Dacára annak, hogy hivatalos kiadás dalaiból nem készült, gyorsan népszerűvé vált, és felvételei terjedni kezdtek. Népszerűsége – először az értelmiség körében – nőttön nőtt, és hamarosan külföldön is ismertté vált.
Ő teremtette meg a szovjet bárdok mozgalmát. Ezek a költők, énekesek diákotthonokban, munkásszálláson, nyári táborokban önmagukat gitárral kísérve énekelték verseiket. Okudzsava követői közül olyan híres szovjet költők (bárdok) is kikerültek és tettek szert népszerűségre, mint: Galics vagy Viszockij.
1997-ben halt meg a Párizshoz közeli Clamart-ban, de Oroszországban temették el.
Egykori lakása, az Arbat 47. sz. ház előtt emlékművet emeltek a tiszteletére.
1991-ben szovjet Állami díjat kapott.

## Kötetei

### Versek
- Март великодушный (1967)
- Арбат, мой Арбат (1976)
- Стихотворения (1984)
- Избранное (1989)
- Посвящается вам (1988)
- Милости судьбы (1993)
- Зал ожидания (Нижний Новгород, 1996)
- Чаепитие на Арбате (1996)
- Булат Окуджава. 20 dal. Польское муз. изд-во, 1970, 64 с.
- Булат Окуджава. 65 dal.  Ann Arbor, Michigan: Ардис, т. 1 – 1980, т. 2 – 1986
- Песни Булата Окуджавы; szövegek és dallamok, Музыка, 1989.

### Elbeszélés
- Будь здоров, школяр! (1961)

### Regényei, magyarul
- Sok szerencsét, pajtás!; ford. Rab Zsuzsa, utószó Radványi Ervin; Európa, Bp., 1968 (Modern könyvtár)
- Szegény Avroszimov. Történelmi regény (Бедный Авросимов); ford. Makai Imre; Európa, Bp., 1972
- Merszi, avagy Sipov kalandjai. Igaz történet. Régi vaudeville (Мерси или похождения Шипова); ford., bev. Osztovits Ágnes; Magvető, Bp., 1975 (Világkönyvtár)

Sipov, egy silány titkosrendőr egy szép napon váratlanul kényes megbízást kap: Tolsztoj grófot és a gróf Jasznaja Poljana-i lakhelyén zajló összeesküvést kell szemmel tartania. El is kezdi küldözgetni kiagyalt jelentéseit a gróf üzelmeiről. Légből kapott beszámolói hitelesnek tűnnek. Megbízói ugyanis hinni akarnak Tolsztoj gróf bűnösségében. Így működik a világ összes titkosrendőrsége ( – Okudzsava szerint).
- Dilettánsok utazása. Amiran Amilahvari nyugalmazott főhadnagy visszaemlékezéseiből (Путешествие дилетантов); ford. Bojtár Anna, Fejér Irén; Európa, Bp., 1982
- Találkozás Bonapartéval (Свидание с Бонапартом); ford. Osztovits Ágnes; Magvető, Bp., 1985 (Világkönyvtár) ISBN 963-14-0503-6
- A boldog írnok gyermekei (Упразднённый театр); ford. M. Nagy Miklós; Magvető, Bp., 1996